# Самаркандский государственный медицинский университет
Самаркандский государственный медицинский университет (Самаркандский государственный медицинский институт до 1 апреля 2022 года) — медицинское учебное заведение в городе Самарканде, Узбекистан. Осуществляет подготовку медицинских работников и научных деятелей, обеспечивает повышение квалификации и профессионального уровня.

## История
Университет был основан в мае 1930 года по инициативе Совета народных комиссаров Узбекской ССР.

### Ректора университета со дня его основания
- Немцович, Лев Соломонович (1930—1935 гг.)
- Недосеков, Юлий Соломонович (1935—1942 гг.)
- Захидов, Хаким Захидович (1943—1945 гг.) Профессор
- Абдуллаев, Рауф Абдуллаевич (1945—1951 гг.) Профессор Заслуженный деятель науки РУ
- Адилов, Азиз Кудратович (1951—1955 гг.) Доцент
- Мирзамухамедов, Маннап Атаматович (1955—1961 гг.) Профессор. Ведущий педиатр Узбекистана, Заслуженный деятель науки Узбекистана.
- Хаитов, Муса Назарович (1961—1966 гг.) Доцент . Депутат Верховного Совета УзССР. Первый секретарь Самаркандского горкома КП УзССР.
- Вахабова, Уктам Каримовна (1966—1981 гг.) Профессор, Заслуженный деятель науки РУ, Депутат Верховного Совета СССР.
- Арипов, Субханкул Арипович (1981—1986 гг.) Профессор, Заслуженный деятель науки РУ, Заслуженный врач РУ.
- Камалов, Нуриддин Мирзаевич (1986—1995 гг.) Доцент.
- Муминов, Акрам Ибрагимович (1995—2000 гг.) Профессор, Заслуженный деятель науки РУ.
- Собиров, Баходир Урдушович (2000—2004 гг.) Профессор.
- Шамсиев, Азамат Мухитдинович (2004—2020 гг.)Профессор. Член Нью-Йоркской академии наук.
- Ризаев, Жасур Алимджанович (с 2020 года) Профессор.

### Институт в годы Второй мировой войны
На базе Самаркандского государственного медицинского университета (СамГМУ) в 1942—1944 годах располагались эвакуированные Ленинградская военно-медицинская академия и Куйбышевская военно-медицинская академия.

## Структура университета

### Факультеты
В СамГМУ функционируют 10 факультетов:
- Лечебное дело, организованный в 1930 году;
- Педиатрическое дело, организованный в 1963 году;
- Медицинская педагогика, организованный в 2005 году;
- Высшее сестринское дело, организованный в 2005 году;
- Стоматологический факультет, организованный в 2009 году;
- Фармацевтический факультет, организованный в 2020 году;
- Международный факультет медицинского образования, организованный в 2020 году;
- Факультет медицинской профилактики, организованный в 2020 году;
- Факультет менеджмента здоровья и клинической психологии, организованный в 2020 году;
- Факультет повышения квалификации и переподготовки врачей, организованный в 1981 году;

## Отделения магистратуры и клинической ординатуры
В отделениях магистратуры и клинической ординатуры подготавливаются специалисты по следующим направлениям: акушерство и гинекология; терапия (по направлениям) — эндокринология, кардиология, неврология, фтизиатрия, наркология; оториноларингология; офтальмология; общая онкология; хирургия (по направлениям); анестезиология и реаниматология; травматология и ортопедия; судебно-медицинская экспертиза; педиатрия (по направлениям); детская хирургия; стоматология (по направлениям); инфекционные болезни (по направлениям); детская неврология; функциональные и инструментальные методы диагностики (медицинская радиология); урология; неонатология; нейрохирургия; дерматовенерология.

## Отдел научных исследований, инноваций и подготовки научно-педагогических кадров
Является одним из основных структурных подразделений университета. В СамГМУ созданы ученые советы по присуждению ученой степени кандидата и доктора наук.
В целях повышения знаний у молодежи в области инновационных разработок, развития научного мышления, навыков самостоятельной работы, и развитии креативных способностей внедрены в учебный процесс студентов 4 курса по всем направлениям образования курс «Основы научных исследований и инновационная деятельность», рассчитанный на 6 часов обучения.
Созданы все условия для проведения конкурсов стартап проектов, открыт IT инкубационный центр стартап проектов.

## Профессорско-преподавательский состав
В Самаркандском государственном медицинском университете существуют 83 кафедры, включая курсы, где ведут научную и педагогическую деятельность 624 учёных и преподавателей. Из них — 85 докторов наук, 265 кандидатов наук.

## Учебный процесс в университете
В университете с целью обеспечения качественного учебного процесса, а также проведения научно — исследовательской работы лекционные залы, учебные аудитории и учебно-клинические лаборатории оснащены новейшими информационными базовыми технологиями, мультимедийными проекторами, видео- и аудиосистемами, внедрено дистанционное обучение. Учебный процесс поддерживается современными информационно-коммуникационными интернет-технологиями с использованием электронного и модульного систем обучения (mt.sammu.uz), где размещены электронные учебно-методические материалы по всем дисциплинам, которые преподаются в университете, в том числе на английском языке для иностранных студентов. Также на всех кафедрах функционирует студенческое научное общество (СНО).

## Информационно-образовательные ресурсы
При университете сдан в эксплуатацию современный информационно-ресурсный центр для студентов.
Информационно-ресурсный центр оснащен новой техникой и современным оборудованием, соответствующим мировым стандартам. Также установлен современный инфокиоск с датчиком. Благодаря этому студенты, магистранты и научные-исследователи могут легко получить доступ к веб-сайту университета, Telegram-каналу и другим веб-сайтам.
Есть отдельный зал для книжных выставок. Учебный зал рассчитан на 80 мест.
Фонд центра в настоящее время наполнен более чем 300 тысячами экземпляров литературы. В частности, за последние три года в университетскую библиотеку поступило более 17 тысяч книг. Также в библиотеке размещено 9000 экземпляров учебной литературы в количестве 344 штук, созданной преподавателями вузов. В фонде центра имеется также редкая научная литература в области медицины, как отечественная, так и привезенная из-за рубежа.

## Лечебная база
При СамГМУ имеются клиника № 1, рассчитанная на 375 коек и клиника № 2, рассчитанная на 200 коек, оснащённые современным медицинским оборудованием. Клиническими базами для студентов являются также все лечебно-диагностические учреждения города Самарканда, где в последующим они проходят производственную практику.
Согласно постановлению Президента Республики Узбекистан Шавката Мирзиёева от 1 апреля 2022 года «О создании Самаркандского государственного медицинского университета и дальнейшем совершенствовании системы подготовки кадров в данной сфере» созданы: Научно-исследовательский институт реабилитологии и спортивной медицины, Научно-исследовательский институт микробиологии, вирусологии, инфекционных и паразитарных заболеваний имени Л. М. Исаева, Республиканский специализированный научно-практический медицинский центр эпидемиологии, микробиологии, инфекционных и паразитарных заболеваний, Специализированный научно-практический центр нейрохирургии и нейрореабилитации, научный центр иммунологии, аллергологии и геномики человека.